# 2-Méthylnonane
Le 2-méthylnonane est un alcane supérieur ramifié de formule C10H22. C'est l'un des soixante-quinze isomères du décane.